# Rhyacophila trescaviscensis
Rhyacophila trescaviscensis är en nattsländeart som beskrevs av Lazar Botosaneanu 1960. Rhyacophila trescaviscensis ingår i släktet Rhyacophila och familjen rovnattsländor. Inga underarter finns listade i Catalogue of Life.